# Radiotelescop

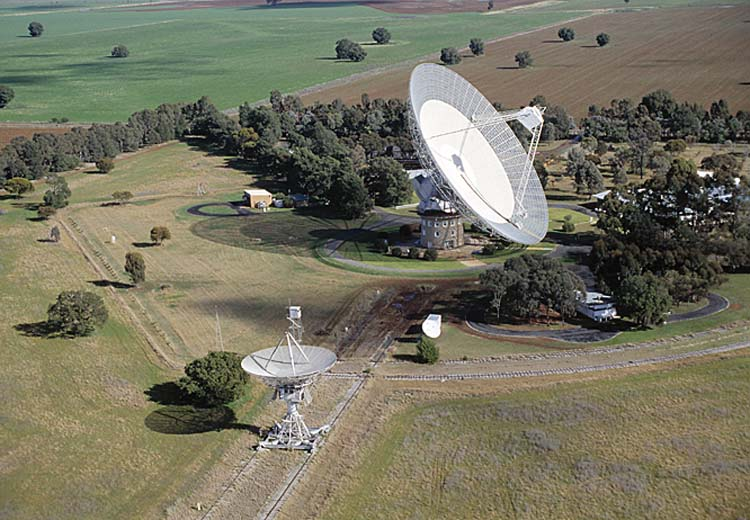
Radiotelescopul Parkes, Alectown, Australia.

Radiotelescopul este un instrument astronomic de măsură prevăzut cu antene speciale, metalice, folosit la recepționarea și la studierea undelor radio cuprinse între frecvențele de la câțiva kHz până la 3 GHz, emise de unele corpuri cerești.
Cea mai mare antenă parabolică monolitică o deține radiotelescopul de la Arecibo, Puerto Rico, cu un diametru de 300 m.

## Istoric
Undele radio din univers (mai precis din Calea Lactee) au fost descoperite în anul 1932 de către fizicianul american Karl Guthe Jansky (1905 - 1950); acest eveniment a determinat dezvoltarea radioastronomiei.
In cinstea lui a fost denumită unitatea de măsură pentru densitatea spectrală a fluxului de radiație folosită în radioastronomie ("Unitatea Jansky"):
 {\displaystyle 1Jansky=1Jy=1\cdot 10^{-26}{\frac {W}{m^{2}Hz}}} 

Deoarece  pe atunci această descoperire n-a avut un ecou deosebit în lumea astronomilor, primul radiotelescop a fost construit abia în anul 1937, și anume de către inginerul american Grote Reber (1911 - 2002) din Wheaton, Illinois. În cinstea lui asteroidul 6886 a fost denumit "Grote".

În 1956 se construiește în Germania primul radiotelescop mobil (cu un diametru al antenei de 25 m), supranumit  „Stockert” (Astropeiler), lângă localitatea Eschweiler din regiunea Eifel (din 1999 obiect de muzeu).

## Date tehnice

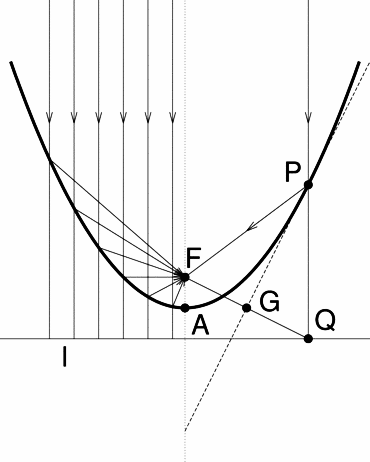
Focarul format într-o antenă parabolică

Cele mai multe radiotelescoape au o antenă din metal parabolică, care joacă rolul unei oglinzi concave, concentrând prin reflexie, într-un focar, undele recepționate. Azi radiotelescoapele constau din mai multe antene parabolice (engl. array = ordonare, așezare, serie, câmp, rețea). Antenele dintr-un array sunt cuplate între ele, astfel încât suprafața tuturor antenelor sale constituie o suprafață totală mare. Avantajul este că pot fi observate concomitent mai multe obiecte (surse) cerești. Azi astfel de radiotelescoape obțin imagini de o rezoluție comparabilă cu imaginile telescopului optic.
Există radiotelescope fixe (fixate permanent spre zenit) dar și mobile, care pot fi rotite, mărind cosiderabil domeniul de recepție. Calitatea rezultatelor obținute e influențată nu numai de diametrul antenei, dar și de sensibilitatea instrumentelor care detectează impulsurile primite. În timp ce telescoapele mari pot recepționa unde radio cu lungimile de undă cuprinse între metri și câțiva centimetri, telescoapele mai mici, ca de exemplu telescopul IRAM din Spania sau KOSMA din Elveția cu diametrul antenei de 30 m, pot recepționa unde cu lungimi de ordinul milimetrilor.
Radiotelescoapele sunt utilizate și la observarea corpurilor cerești lansate de om, prin recepționarea datelor emise de sondele spațiale îndepărtate.

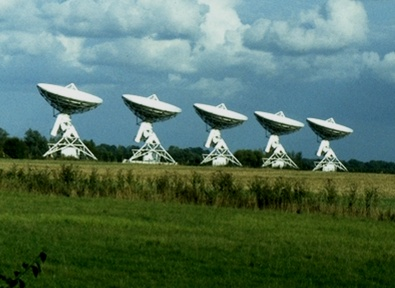
Radioteleskop-Array (Ryle Telescope interferometer, Universitatea Cambridge)

## Radiotelescoape mai importante
Cel mai mare radiotelescop fix din lume este telescopul rusesc RATAN 600 din Republica Karaciai-Cercheză, iar cel mai mare radiotelescop mobil din lume (proporțiile antenei: 100 x 110 m) este Robert C. Byrd Green Bank Telescope, aparținând observatorului Green Bank Observatorium din West Virginia, SUA; pe locul doi urmează radiotelescopul de 100 m al institului radioastronomic Max Planck din Bonn, Germania, care este amplasat în apropiere de cartierul Effelsberg al orășelului Bad Münstereifel din regiunea Eifel, Germania.
Cel mai mare radiotelescop cu lungimi de undă de ordinul milimetrilor este radiotelescopul de 50 m din statul federal mexican Puebla, iar cel mai mare radiotelecop array este Very Large Array din Socorro, New Mexico, SUA, format din 27 de telescoape fiecare cu un diametru de 25 m, amplasate sub forma literei Y.
Un proiect important al radioastronomiei este localizarea hidrogenului în univers ca indicator al existenței unei galaxii. În emisfera sudică acest proiect este deja încheiat; cele mai multe date au fost găsite cu ajutorul radiotelescopului Parkes din Australia.

## Galerie de imagini

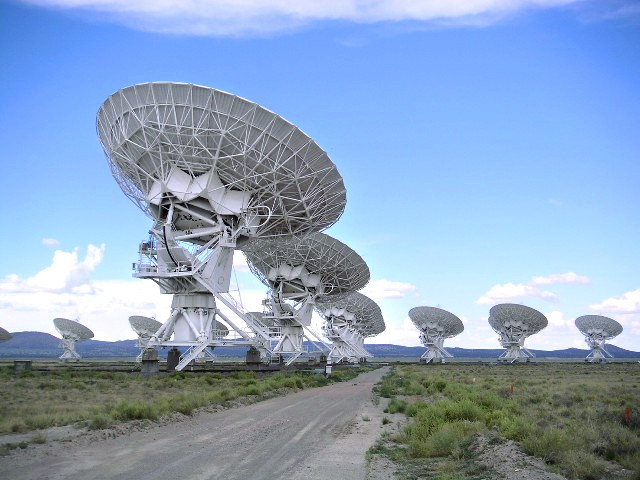
Very Large Array, New Mexico
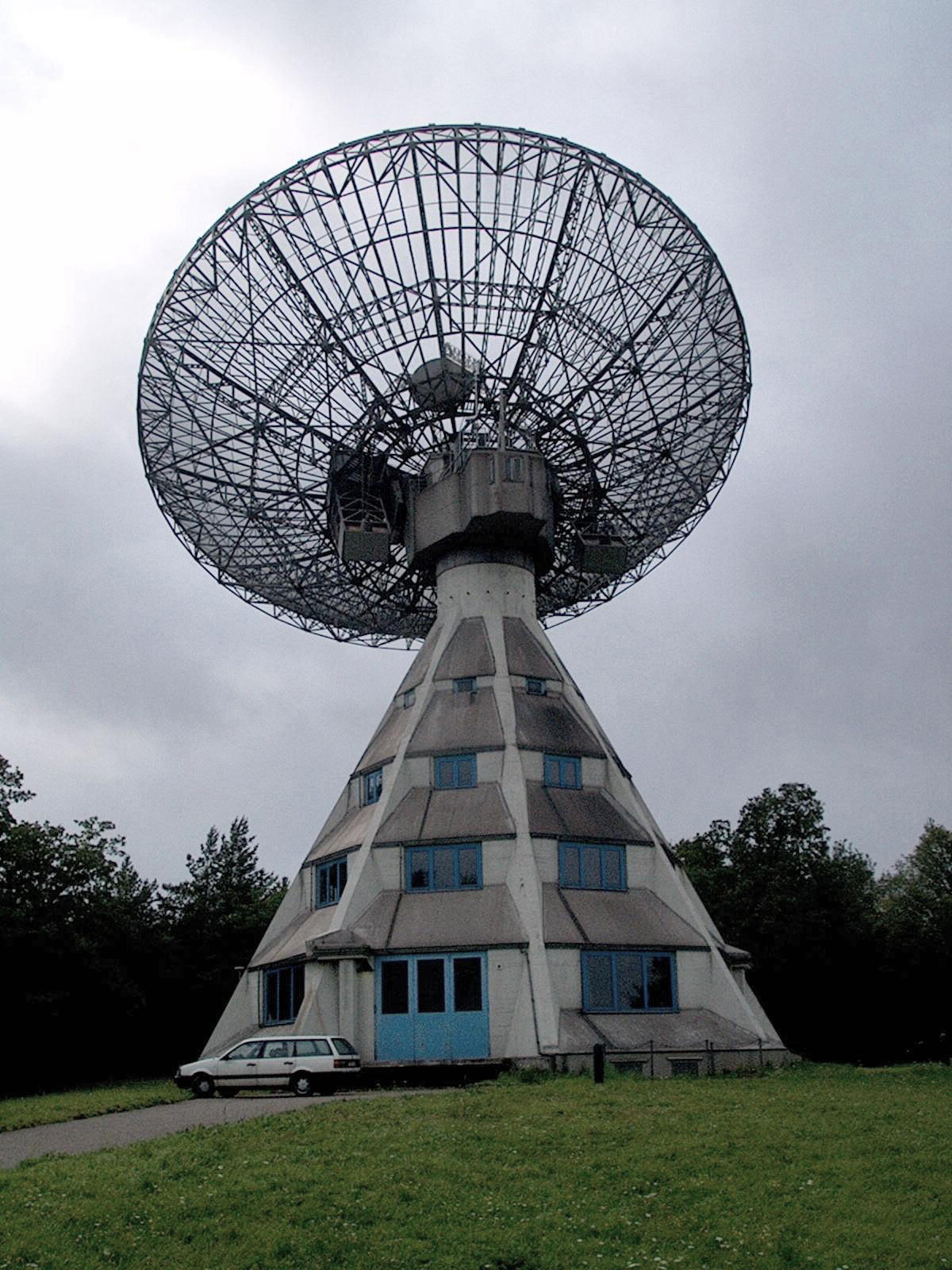
Astropeiler de la Bad Münstereifel-Eschweiler Germania
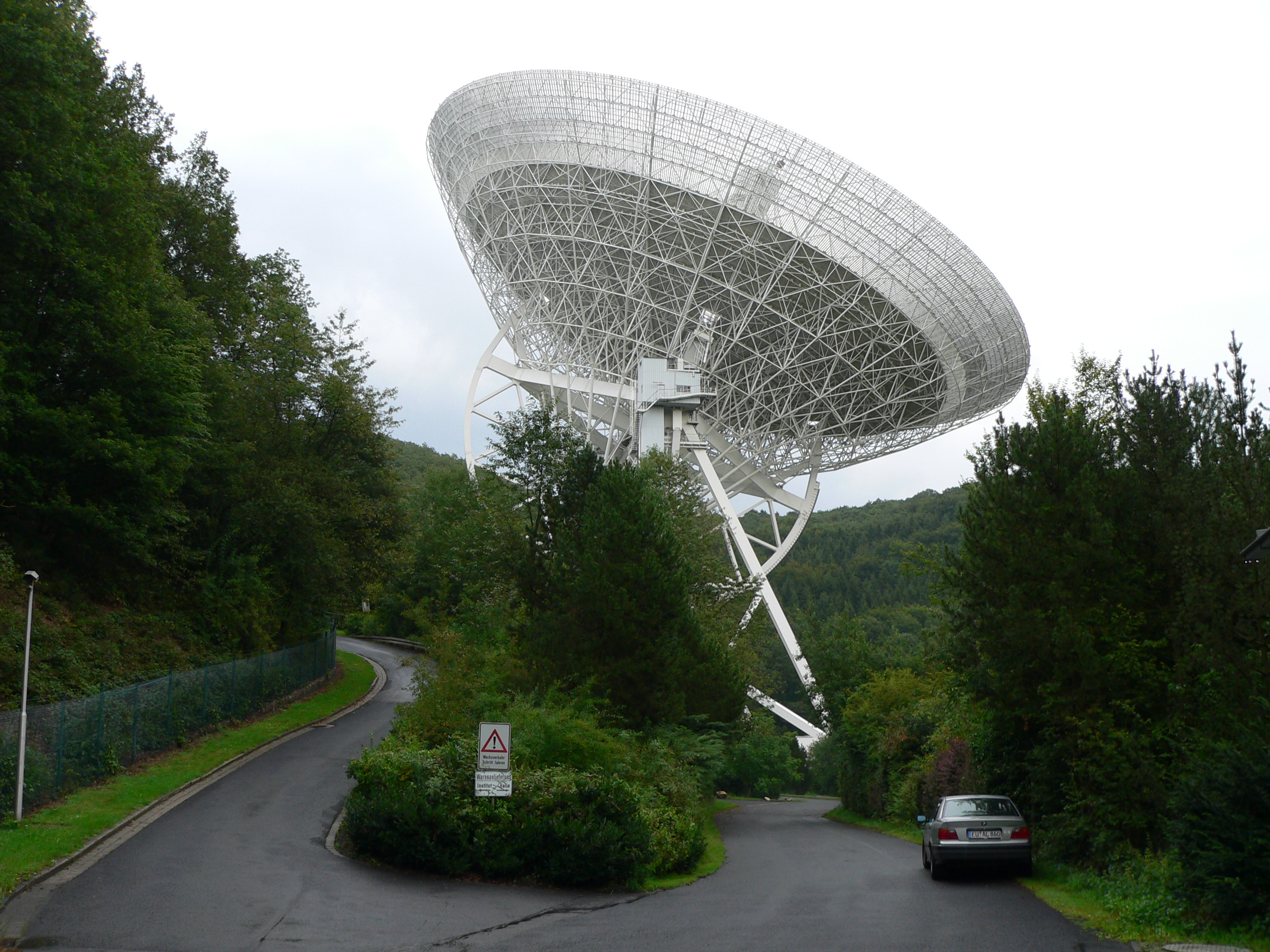
Sonda spaţială Lunik-3
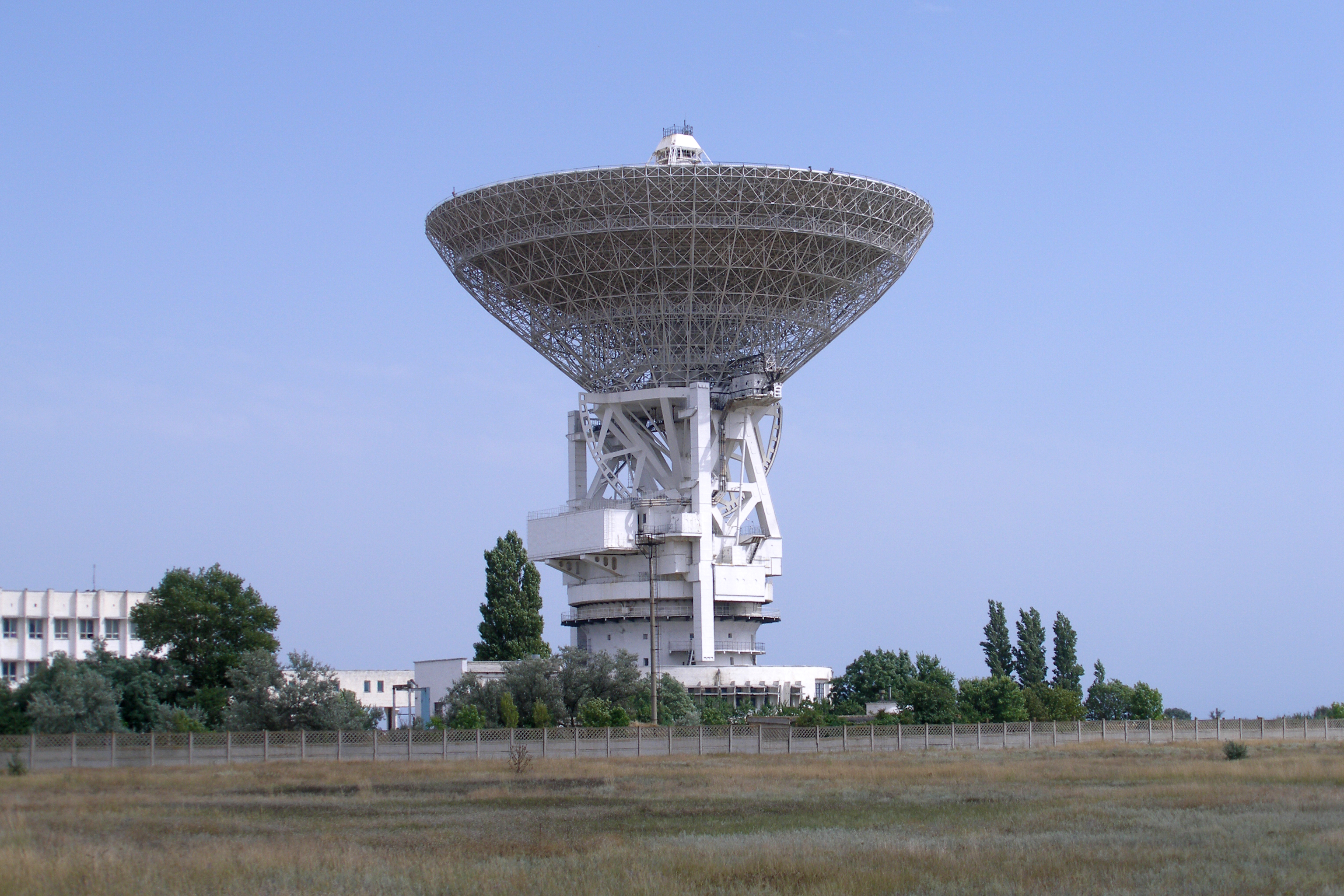
RT-70
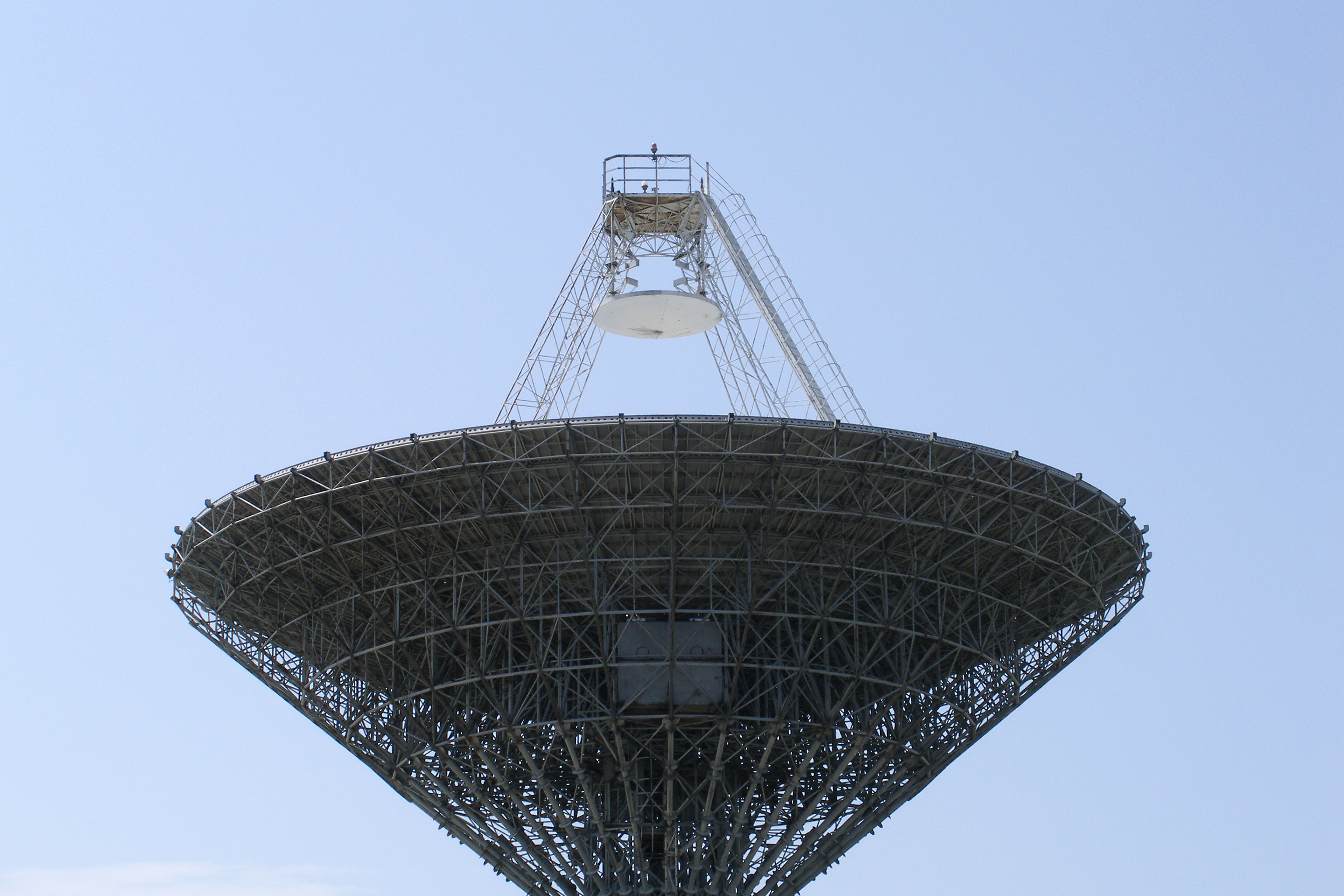
KTNA